# Vyšné Račkovo pleso
Vyšné Račkove pleso je nejvýše položené jezero z Račkových ples v Račkově dolině v Západních Tatrách na Slovensku. Má rozlohu 0,7425 ha a je 127 m dlouhé a 83 m široké. Dosahuje maximální hloubky 12,3 m a objemu 27 058 m³. Leží v nadmořské výšce 1697 m.

## Okolí
Nachází se v nejvyšší části Račkovy doliny zvané Račkov Zadok. Na severu se tyčí Končistá, z níž hřeben severozápadně od plesa klesá do sedla Jarząbcza Przełęcz a poté západně od plesa stoupá na Hrubý vrch. Jihozápadně od plesa se tyčí Jakubina. Ve stejném kotli na jihovýchod od něj se nacházejí i Suché a Nižné Račkovo pleso.

## Vodní režim
Do západního konce přitéká Račkov potok a z plesa odtékají jeho ramena jak do Suchého tak i Nižného Račkova plesa. Náleží k povodí Váhu. Rozměry jezera v průběhu času zachycuje tabulka:
| Rok   | Měření prováděl | Rozloha ha | Délka m | Šířka m | Hloubka max.m | Objem m³ |
| ----- | --------------- | ---------- | ------- | ------- | ------------- | -------- |
| [ 2 ] | WET             | 0,80       | 127     | 83      | 10            | [ 2 ]    |
| [ 2 ] | WET             | 0,74       | 127     | 83      | 8             | [ 2 ]    |
| 2005  | Gregor, Pacl    | 0,7425     | [ 2 ]   | [ 2 ]   | 12,3          | 27 058   |

## Přístup
Ve vzdálenosti 150 m od plesa prochází  žlutá turistická značka přístupná pěšky v období od 16. června do 31. října, z níž vede neznačená odbočka k plesu, na níž je přístup zakázán.
- po  žluté turistické značce z Račkovy doliny.
- po  žluté turistické značce z Račkova sedla na hlavním hřebeni Západních Tater.